# NKトリグラフ・クラーニ
NKトリグラフ・クラーニ（NK Triglav Kranj）は、スロベニアのクラーニをホームタウンとするサッカークラブである。

## 歴史
1920年5月にクラーニで1914年4月28日創設のSKクラーニが復元される形でスポルトニ・クルブ・サヴァ (Sportni Klub Sava) が創設された。1921年1月にSKトリグラフ (SK Triglav) に改称された。一方、1922年にクラーニで新しく創設されたSKコロタン (SK Korotan) は1935年にスロベニアリーグのリュブリャナグループに参加、トリグラフと合併してSKクラーニ (SK Kranj) が誕生した。
第二次世界大戦の影響でクラーニのサッカーは一時的に活動を停止したが、ナチス・ドイツ占領下で活動を再開し、1942年に途中で打ち切られたスロベニア選手権で優勝した。戦後はFDストルジチ (FD Storžič)、FDクラーニ (FD Kranj)、FDウダルニク (FD Udarnik) を経て、1948-49シーズン中にコロタンの名前が復活した。
1950年と1951年にスロベニアリーグで優勝したが、ユーゴスラビアレベルのリーグへの昇格を逃した。1953年にも優勝してスロベニア＝クロアチアリーグに昇格した。1954年12月にクラーニでシュポルトノ・ドルシュトヴォ・トリグラフ (Športno Društvo Triglav) が創設され、コロタンを含むクラーニのスポーツクラブが加わった。
1984年にスロベニアカップで優勝、1985-86シーズンにはスロベニアリーグでNKマリボル、オリンピア・リュブリャナと優勝争いを演じ、2位の成績を残した。
スロベニア独立後は2.SNLに参加したが、1994年に3.SNLに降格した。1994年にツレイナ・プリムスコヴォ (Creina Primskovo) と合併した。1996-97シーズン中に2.SNLのNKナクロと合併、クラーニのトリグラフ＝ナクロは2.SNLに参加して11位、ナクロのナクロ＝トリグラフは3.SNLに参加して8位の成績を残した。1997-98シーズンにクラーニのチームはトリグラフに改称して2.SNLに参加、ナクロのチームはNKナクロに改称して3.SNLに参加した。
1998年にジヴィラ・トリグラフ (Živila Triglav) の名前で1.SNLに昇格したが、1シーズンで2.SNLに降格した。その後は昇格と降格を繰り返し、2001年に1.SNLに昇格したが1シーズンで2.SNLに降格、2010年に1.SNLに昇格したが2014年に2.SNLに降格した。
2016-17シーズンに2.SNLで優勝した。2.SNL優勝は16年ぶりであり、2013-14シーズン以来となる1.SNL昇格を果たした。

## 獲得タイトル
- 2.SNL：3回
  - 1997-98, 2000-01, 2016-17

## 歴代所属選手
- アレクサンダル・ラドサヴリェヴィッチ 1998-1999
- ボヤン・ヨキッチ 2003-2005
- ミラン・ミラノビッチ 2019-
- フィリップ・ヤンコヴィッチ 2019-